# Nakuru Airport
Nakuru Airport är en flygplats i Kenya.   Den ligger i länet Nakuru, i den centrala delen av landet, 130 km nordväst om huvudstaden Nairobi. Nakuru Airport ligger 1 901 meter över havet.
Terrängen runt Nakuru Airport är kuperad norrut, men söderut är den platt. Runt Nakuru Airport är det ganska tätbefolkat, med 120 invånare per kvadratkilometer. Närmaste större samhälle är Nakuru, 10,6 km väster om Nakuru Airport. Omgivningarna runt Nakuru Airport är en mosaik av jordbruksmark och naturlig växtlighet.